# Bertheauville
Bertheauville è un comune francese di 127 abitanti situato nel dipartimento della Senna Marittima nella regione della Normandia.

## Società

### Evoluzione demografica
Abitanti censiti